# Daniel Reyes Avellán
Daniel Salvador Reyes Avellán (Diriamba, Carazo, 21 de julio de 1990) es un futbolista nicaragüense. Se desempeña como delantero y actualmente milita en el Diriangén Fútbol Club de la Primera División de Nicaragua.

## Treyectoria
Daniel Reyes es un famoso futbolista nicaragüense que se formó en la cantera del Diriangén Fútbol Club, y ha militado en equipos de países sudamericanos como Brasil y Perú. 

### Diriangén
Debutó con el primer plantel del Diriangén Fútbol Club en el año 2008 bajo la dirección técnica de Mauricio Cruz Jirón. Allí permaneció durante un año y tuvo una destacada participación, lo que le valió su salida al extranjero.

### EC Tigres do Brasil
En el año 2009 llegó al Esporte Clube Tigres do Brasil de Río de Janeiro. Allí permaneció durante dos años y tuvo un aceptable rendimiento; salió del equipo a finales de 2011, para luego fichar por el Sport Boys de la Primera División del Perú.

### Sport Boys
En enero de 2012 llegó al Sport Boys de la Primera División del Perú. Sin embargo, no fue tenido en cuenta por el técnico uruguayo Claudio Techera y, en consecuencia, regresó a su país para volver a incorporarse al Diriangén Fútbol Club.

### Segunda etapa en Diriangén
Tras un intento fallido por triunfar en el balompié sudamericano, Reyes regresaría al Diriangén Fútbol Club en 2012. Estando ahí, tuvo una participación regular, y en 2013 finalizó su contrato de un año con el club.

### Walter Ferreti
En junio de 2013 se anunció su llegada al Deportivo Walter Ferreti donde milita en la actualidad.

## Selección nacional
Ha sido internacional con la Selección de fútbol de Nicaragua en cinco ocasiones. Hizo su debut internacional el 2 de septiembre de 2011, en juego eliminatorio frente a la Selección de fútbol de Dominica. El mismo finalizó con una victoria 2-0 a favor de Nicaragua. 
El 15 de enero de 2014, Enrique Llena lo incluyó en una nómina de 23 jugadores que representaron a Nicaragua en la Copa Centroamericana 2013 en Costa Rica.

### Participaciones en Copa Centroamericana
| Copa Centroamericana      | Sede       | Resultado    |
| ------------------------- | ---------- | ------------ |
| Copa Centroamericana 2013 | Costa Rica | Primera Fase |

## Clubes
| Club             | País      | Año           |
| ---------------- | --------- | ------------- |
| Diriangén        | Nicaragua | 2008-2009     |
| Tigres do Brasil | Brasil    | 2009-2011     |
| Sport Boys       | Perú      | 2012          |
| Diriangén        | Nicaragua | 2012-2013     |
| Walter Ferretti  | Nicaragua | 2013-2015     |
| UNAN Managua     | Nicaragua | 2015-2018     |
| Diriangén        | Nicaragua | 2018-Presente |